# Gerenzago
Gerenzago é uma comuna italiana da região da Lombardia, província de Pavia, com cerca de 913 habitantes. Estende-se por uma área de 5 km², tendo uma densidade populacional de 183 hab/km². Faz fronteira com Copiano, Corteolona, Genzone, Inverno e Monteleone, Magherno, Villanterio.

## Demografia
| Variação demográfica do município entre 1861 e 2011                               |
|                                                                                   |
| Fonte: Istituto Nazionale di Statistica (ISTAT) - Elaboração gráfica da Wikipedia |